# Аллаяров, Эльвин Илхамович
Эльви́н Илха́мович Аллая́ров (21 февраля 1993, Экибастуз) — казахстанский футболист, полузащитник клуба «Экибастуз».

## Карьера
Воспитанник экибастузского футбола. Первый тренер — Ю. А. Карзаков. В 2010 году начинал профессиональную карьеру в родном городе. В начале 2013 пополнил состав павлодарского «Иртыша».

## Ссылка
- Профиль игрока (англ.) на сайте Transfermarkt
- Профиль на сайте Soccerway (англ.)
- Профиль на сайте FootballFacts.ru